# Гъь
Гъь, гъь – trójznak cyrylicy, używany od 1938 r. w języku abazyńskim. Odpowiada dźwiękowi [ɣʲ]. Jego odpowiednikiem w alfabecie łacińskim, wykorzystywanym w latach 1932–1938, był dwuznak Ƣı.

## Przykład użycia
| Język     | Przykład | Tłumaczenie |       |
| --------- | -------- | ----------- | ----- |
| abazyński | гъьаца   | grab        | [ 4 ] |

## Kodowanie
| Forma     | Wygląd | Części składowe | Części składowe | Części składowe |
| --------- | ------ | --------------- | --------------- | --------------- |
| majuskuła | Гъь    | U+0413 Г        | U+044A ъ        | U+044C ь        |
| minuskuła | гъь    | U+0433 г        | U+044A ъ        | U+044C ь        |